# Banteln
Banteln este o comună din landul Saxonia Inferioară, Germania.